# Поверти-Пойнт (культура)
Культура Поверти-Пойнт — археологическая культура индейцев, обитавших в низовьях реки Миссисипи, ныне штат Луизиана. Существовала примерно в XVII—VII вв. до н. э. Памятниками данной культуры являются сохранившиеся до наших дней колоссальные земляные сооружения (курганы) у Поверти-Пойнт около города Эппс в штате Луизиана.
Курганы сооружались в течение столетий. Окончательную форму комплекс курганов приобрёл около 1000 г. до н. э. Как показывают раскопки, в то время число обитателей достигло 2 тыс. человек, а сооружение курганов, по расчётам, длилось в общей сложности 3 млн рабочих часов.
При археологических раскопках обнаружено большое количество артефактов, в частности, изображения животных, фрагменты чаш из стеатита. Интересно, что обломки керамической посуды отсутствуют, однако обнаружены загадочные глиняные предметы с насечками. Аналогичные этим глиняным предметам расписные окатыши гальки эпохи мезолита, найденные, например, в пещере Ма д'Азиль (Франция), а также у современного австралийского племени арунта, символизировали души предков, каждую со своим характером.
Хотя археологические данные дают мало сведений о данной культуре, можно предположить, что они представляют собой одну из первых оседлых культур Архаичного периода Североамериканской хронологии. Курганы Поверти-Пойнт являются одними из самых древних в США, хотя по древности их опережают курганы Уотсон-Брейк.
Монументальные земляные сооружения Поверти-Пойнт в 2014 году внесены в список всемирного наследия ЮНЕСКО.